# Provizorní národní shromáždění Německého Rakouska
Provizorní národní shromáždění Německého Rakouska, německy Provisorische Nationalversammlung für Deutschösterreich (neofiiálně též Wiener Nationalversammlung / Vídeňské národní shromáždění) byl první parlament státu Německé Rakousko. Zasedalo ve dnech následujících po zrušení Rakouska-Uherska od 21. října 1918 do 16. února 1919. Všech 208 mužských poslanců bylo voleno výhradně mužskými voliči. Shromáždění sestávalo z těch členů Poslanecké sněmovny Říšské rady zvolených ve volbách z roku 1911, kteří zde zastupovali německojazyčná území rakouské části říše. Zasedání se účastnili také poslanci, jejichž území k Německému Rakousku nakonec nesměla být přičleněna, neboť vítězné mocnosti první světové války rozhodly jinak.